# 유코 카바구티
유코 카바구티(러시아어: Юко Кавагути, 1981년 11월 20일~)는 러시아의 여자 피겨 스케이팅 선수이다. 페어 부문에서 활동하고 있다. 일본 출신이며, 본명은 가와구치 유코(일본어: 川口悠子)이다.
가와구치 유코는 어린 시절부터 스케이트를 탔다. 처음에는 일본 여자 싱글 유망주로 손꼽혀 일본 주니어 여자 싱글 대표로 국제 대회에도 참가하였다. 그 후 러시아의 명코치 타마라 모스크비나가 지도하는 미국으로 옮겼으며, 그 곳에서 러시아 출신의 남자 선수 알렉산드르 마르쿤체프와 짝을 지어 페어로 활동하기 시작했다. 가와구치와 마르쿤체프는 일본 대표 페어로 선발되어, 2001년 세계 주니어 선수권 대회에서 2위를 차지했으며, 2002년과 2003년 세계 선수권 대회에서 13위와 14위에 올랐다. 2004년~2006년 시즌에는 미국 출신의 데빈 패트릭과 활동하며, 처음에는 일본 선수권에 출전, 우승했으며, 미국 선수권에도 출전하였다.
그 후 모스크비나 코치가 러시아로 돌아가자, 그를 따라 가와구치도 러시아로 옮겼다. 가와구치는 상트페테르부르크에서 대학에 다니는 등 러시아에서 새 생활을 시작하였으며, 그 곳에서 새로운 파트너로 러시아의 알렉산드르 스미르노프를 맞이하여 이후 그와 함께 계속 활동중이다. 이들은 계속 모스크비나의 지도를 받고 있고, 러시아 대표로 활동하고 있다. 가와구치는 러시아 대표로 각종 국제 대회에 출전하기 시작했으며, 올림픽에 출전하기 위해 국적도 2008년 12월 러시아로 바꿨다. 일본은 성인이 된 이후 타국의 국적을 취득한 후로는 이중국적을 인정하지 않기 때문에 그의 일본 국적은 소멸되었다. 동시에 그는 가와구치라는 이름 대신 그 이름을 러시아어식으로 표기한 카바구티(Кавагути, Kavaguti)라는 이름으로 활동명을 바꿨다. 러시아 대표인 카바구티와 스미르노프 조는 2009년 세계 선수권에서 3위에 올랐으며, 2010년 유럽 선수권에서 우승하였다. 2010년 동계 올림픽에서 메달 획득의 기대를 모았으나, 경기에서 4위로 메달을 따지 못했다. 이로써 러시아와 소련의 1964년 동계 올림픽부터 계속되던 페어 스케이팅 올림픽 금메달 연속 획득은 중단되었다. 올림픽 직후 열린 세계 선수권 대회에서는 3위에 올랐다.